# شهرک علمی و تحقیقاتی اصفهان
شهرک علمی و تحقیقاتی اصفهان به‌عنوان اولین سازمان مؤسس مراکز رشد و نخستین پارک علم و فناوری در ایران شناخته می‌شود. 

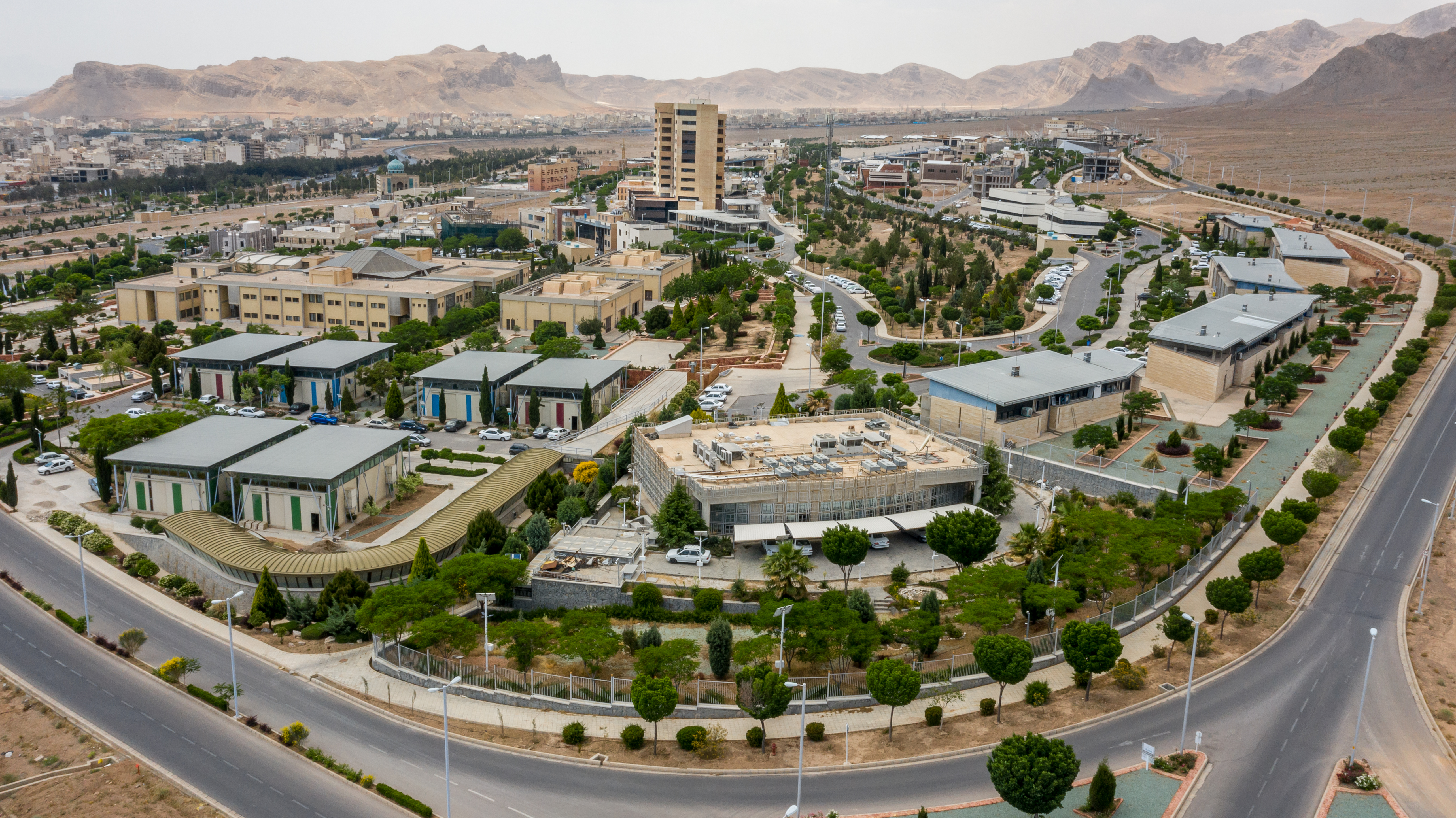
شهرک علمی و تحقیقاتی اصفهان

شهرک علمی و تحقیقاتی اصفهان، ضمن حمایت از راه‌اندازی و توسعه شرکت‌ها و مؤسسات دانش‌بنیان توانسته‌است گام‌های مؤثری در توسعه تولید و صادرات محصولات دانش بنیان و اشتغال پایدار دانش آموختگان دانشگاهی بردارد. حسین سیمایی صراف؛ وزیر علوم، تحقیقات و فناوری در تاریخ ۱۳ آبان ۱۴۰۳ دکتر سیدمهدی ابطحی فروشانی را به سمت ریاست شهرک علمی و تحقیقاتی اصفهان منصوب نمود. 

## وظایف قانونی
1. سازماندهی امکانات تحقیق و توسعه برای ایجاد پیوند بین منابع و مهارت‌های دانشگاه‌ها و مراکز تحقیقاتی و صنعتی
2. جهت دادن مؤثر جامعه علمی کشور به سوی تحقیق در رشته‌های موردنیاز
3. برنامه‌ریزی و ایجاد زمینه مناسب به منظور کاربردی و تجاری کردن نتایج تحقیقات
4. ایجاد فضای مناسب علمی و پژوهشی برای جذب دانشمندان و متخصصان داخل و خارج از کشور
5. ارتقای دانش فنی متخصصین برای بروز خلاقیتها و نوآوریها در زمینه تکنولوژی
6. دستیابی به آخرین اطلاعات و دانش فنی موردنیاز به منظور کسب و ایجاد تکنولوژی برتر در صحنه رقابت جهانی
7. اشاعه فرهنگ و سازماندهی فعالیت‌های جمعی تحقیقاتی و استفاده از امکانات شهرک
8. پیشنهاد راهبردهای مناسب برای جذب و انتقال دانش فنی

## طرح جامع
زمین‌های موردنظر برای احداث شهرک علمی و تحقیقاتی اصفهان با وسعت ۵۲۰ هکتار در محدوه شهر خمینی شهر و در فاصله ۵ کیلومتری از شمال غربی اصفهان و در مجاورت دانشگاه صنعتی اصفهان وجود دارد؛ بنابراین موقعیت، شهرک علمی و تحقیقاتی اصفهان در منطقه‌ای است که به لحاظ عوامل دسترسی در ارتباط ویژه‌ای با محورهای صنعتی-شهری، صنایع بزرگ و دانشگاه‌ها و مؤسسات آموزشی و پژوهشی قرار دارد. این موقعیت امکان برقراری ارتباطات علمی و تأمین نیازهای متقابل را بین شهرک علمی و تحقیقاتی اصفهان، صنایع و موسسات آموزشی فراهم می‌آورد.

### عناصر تشکیل‌دهنده ساخت کالبدی شهرک
- پارک‌های تحقیقاتی۲۰۰ هکتار
- فضای شهری ۲۱۰ هکتار
- فضای سبز ۹۰ هکتار
- فضای توسعه شهرک ۲۰ هکتار

### اجزای شهرک علمی و تحقیقاتی اصفهان
- مراکز رشد و رشد مقدماتی واحدهای تحقیقاتی: محل استقرار و رشد واحدهای تازه تأسیس
- ساختمان‌های استیجاری: محل استقرار واحدهای شکل گرفته
- مراکز تحقیقاتی: محل استقرار مراکز تحقیقاتی بزرگ وابسته به سازمان‌ها و صنایع
- آزمایشگاه‌ها و کارگاه‌های تخصصی
- واحدهای تولید نمونه

به‌طور کلی دو مجموعه زیر در شهرک احداث می‌گردد:
- پردیس فناوری: محل استقرار شرکتهای طراحی و خدمات مهندسی
- مجموعه شهری: در مقیاس یک شهر کوچک ساخته می‌شود و محل سکونت محققان و متخصصان مستقر در پارک خواهد بود و دارای بالاترین استانداردهای شهرسازی دنیا و به عنوان یک شهر نمونه ساخته خواهد شد.
- تاکنون ساختمان مرکز رشد واحدهای تحقیقاتی در مساحتی به وسعت ۴ هکتار و زیربنایی به مساحت ۱۰.۰۰۰ متر مربع طراحی و احداث شده‌است.

### موقعیت جغرافیایی
وجود دانشگاه‌های معتبر، صنایع بزرگ، مناطق وسیع کشاورزی و جاذبه‌های توریستی فراوان، شهر اصفهان را به یکی از قطب‌های اصلی اقتصادی کشور تبدیل کرده‌است. مجاورت شهرک علمی و تحقیقاتی با این قطب علمی-اقتصادی کشور موقعیت ممتازی را برای شرکت‌ها و واحدهای مستقر در شهرک برای توسعه فعالیت‌های اقتصادی و ایجاد ارتباطات مناسب با دانشگاه‌های منطقه و صنایع ایجاد می‌نماید. علاوه بر عوامل فوق، احداث شهرک علمی و تحقیقاتی اصفهان در مجاورت شهر تاریخی و زیبای خمینی‌شهر (ماربین سابق) و اصفهان، موقعیت مناسبی را برای زندگی محققان شاغل در واحدهای تحقیقاتی و شرکتهای مهندسی فراهم نموده‌است.

## پذیرش در دوره رشد مقدماتی
دوره رشد مقدماتی برای متقاضیان راه‌اندازی کسب و کارهای دانش بنیان یک فرصت زمانی برای کسب آمادگی جهت ورود به مرکز رشد است. در این دوره امکان آشنایی کارآفرینان با بازار، تکمیل تیم کاری، تثبیت ایده و در صورت لزوم ثبت شرکت و کسب هویت حقوقی فراهم می‌گردد به نحوی که به متقاضیان کمک می‌کند تا ریسک‌های دوره رشد کاهش یابد. هسته‌های فناوری در صورت موفقیت می‌توانند پس از طی مراحل پذیرش در مراکز رشد شهرک علمی و تحقیقاتی اصفهان مستقر گردند. زمان این دوره شش ماه است که با تأیید مدیر مرکز رشد حداکثر به مدت سه ماه قابل تمدید است.
تیم‌های متقاضی متشکل از تعدادی دانش‌آموخته با زمینه کاری مشخص که در صدد تشکیل یک شرکت مستقل حقوقی و ایجاد یک حرفه در زمینه‌ای هدفمند باشند هسته‌های فناوری تعریف می‌شود.
شرایط پذیرش:
- پذیرش هسته فناوری توسط شهرک، براساس ملاک‌های زیر صورت می‌گیرد:
- دارا بودن یکی از پایه‌های ایده متکی بر فناوری، ترکیب نیروی انسانی یا برنامه کاری مشخص
- شکل‌گیری هسته با هدف ایجاد یک واحد خصوصی

حمایت‌های دوره رشد مقدماتی
- ارائه خدمات پشتیبانی: اسکان، اطلاع‌رسانی، خدمات فنی و تخصصی، مشاوره‌ای و بازاریابی
- ارائه اعتبارات حمایتی معینی

## پذیرش در دوره رشد
واحدهای فناوری کوچک و متوسط در رونق اقتصادی، توسعه فناوری و به تبع آن، کارآفرینی نقش بسزایی دارند. رشد و توسعه واحدهای فناوری در گرو ایجاد زیرساخت‌های لازم برای کاهش خطرپذیری آن‌ها در دوران شروع فعالیت خود است. یکی از این زیرساخت‌ها، مراکز رشد علم و فناوری است. شهرک علمی و تحقیقاتی اصفهان با داشتن مرکز رشد فناوری اطلاعات و ارتباطات (ICT) و مرکز رشد جامع فناوری، اطلاعات و مشاوره‌های ضروری و نیز خدمات و تجهیزات مناسب برای رشد و ارتقای واحدهای فناوری نوپا را ارائه می‌نماید.
معیارهای پذیرش:
1. ایده مبتنی بر فناوری و با رویکرد اقتصادی
2. برنامه کاری مناسب و متناسب با موضوع فعالیت
3. تیم کاری مناسب

ترکیب نیروهای همکار و سهامداران واحد:
۳–۱. حداقل دو نفر اعضای تمام وقت
یک نفر کارشناس ارشد (عضو مؤسس با دارا بودن حداقل ۲۰٪ از سهام واحد)
یک نفر کارشناس یا کارشناس ارشد (عضو مؤسس یا همکار)
۳–۲. حداقل یک نفر کارشناس خبره یا محقق با سابقه پژوهشی در زمینه تخصصی فعالیت واحد (مشاور یا مؤسس)
حمایتهای مرکز رشد
- ارائه خدمات پشتیبانی عمومی شامل اسکان یا فضای کاری، اداری و کارپردازی
- ارائه خدمات فنی و تخصصی شامل خدمات آزمایشگاهی و کارگاهی
- ارائه خدمات اطلاع‌رسانی شامل خدمات شبکه و کتابخانه
- ارائه خدمات مشاوره‌ای و بازاریابی شامل مشاوره علمی، آموزشها و مشاوره‌های لازم در زمینه‌های مالی، حقوقی و بازاریابی
- ارائه اعتبارات خدماتی جهت کاهش هزینه‌های واحد در دوران راه‌اندازی
- ارائه اعتبارات تحقیقاتی به منظور کمک به واحد جهت تبدیل ایده محوری به محصول
- کمک به جذب طرحهای تحقیقاتی در زمینه فعالیت‌های واحد و عقد قرارداد با کارفرما
- کاهش میزان بالاسری طرح‌ها در طی دوره حضور در مرکز رشد

## پذیرش در پارک علم و فناوری شیخ‌بهایی
پذیرش شرکت‌ها در پارک علم و فناوری شیخ‌بهایی در دو بخش ساختمان‌های چند مستاجره و اراضی پارک است. پذیرش شرکت‌ها در پارک علم و فناوری شیخ بهایی در شورای پذیرش و ارزیابی بر اساس بررسی مدارک متقاضی، بازدید از فعالیت‌های شرکت و برگزاری جلسات مصاحبه صورت می‌پذیرد.

### واحدهای قابل پذیرش
- واحدهای فناوری خصوصی (در حد تولید پیشرفته و حداکثر نیمه‌صنعتی)
- شرکتهای خدمات مهندسی (دانش محور با هدف ارائه خدمات فناوری)
- واحدهای تحقیق و توسعه وابسته به صنایع یا سازمان‌ها
- مراکز تحقیقاتی-توسعه‌ای
- آزمایشگاه‌ها و واحدهای تولید نیمه صنعتی در زمینه فناوری‌های نوین
- واحدهای تحقیقاتی وابسته به دانشگاه‌ها
- مراکز رشد فناوری
- مجموعه‌های خدماتی

### شرایط پذیرش
- داشتن وضعیت حقوقی کاملاً مشخص
- دارا بودن حداقل دو سال سابقه فعالیت موفق
- دارا بودن منابع پایدار مالی و اقتصادی
- داشتن برنامه‌ای مدون و مشخص جهت توسعه فعالیت‌ها
- در خدمت داشتن نیروهای تمام وقت در راستای فعالیت مورد نظر

### شاخص‌های مؤسسات دانش‌محور
این شاخص‌ها در سه گروه: نوع فعالیت و سطح تکنولوژی، سطح علمی کارکنان و بودجه تحقیق و توسعه تقسیم‌بندی می‌گردد.

#### الف) زمینه فعالیت:
- فعالیت در زمینه توسعه مرزهای دانش
- فعالیت در زمینه تجاری سازی نتایج تحقیقات
- فعالیت در راستای نوآوری و تدوین دانش فنی
- فعالیت در راستای انتقال فناوری
- فعالیت در راستای توسعه فناوری‌های نوین
- ارائه خدمات مهندسی با ارزش افزوده بالا به صنایع و سازمانها
- فعالیت‌های تحقیق و توسعه، طراحی مهندسی و مهندسی معکوس در جهت ارتقاء سطح فناوری صنایع

#### ب) ترکیب پرسنل:
- به‌کارگیری نیروهای دانش‌آموخته و متخصص
- داشتن حداقل نسبت ۷۰ درصد بین نیروهای دانش‌آموخته و متخصص، به کل پرسنل
- وجود برنامه‌های آموزشی مستمر جهت ارتقاء سطح علمی و تخصصی پرسنل
- آشنایی پرسنل دانش‌آموخته به زبان انگلیسی